# 청자 상감매죽학문 매병 (보물 제903호)
청자 상감매죽학문 매병(靑磁 象嵌梅鳥竹文 梅甁)은 매화와 대나무, 학 무늬를 상감기법으로 새겨 넣은 고려청자 매병이다. 1986년 11월 29일 대한민국의 보물 제903호로 지정되었다.

## 개요
각진 입 부분과 어깨에서 벌어져 몸체 윗 부분에서 중심을 이루었다가 S자 곡선을 그리며 세워졌으며, 풍만한 모습이다.
문양은 입 부분에는 뇌문대, 어깨에는 여의두문대를, 그리고 굽 주위에는 뇌문대를 백상감으로 돌려 나타내었다. 몸체 전면에는 한 폭의 그림처럼 매화와 갈대를 배치하고, 그 사이에 학과 새를 풀과 함께 흑백상감으로 새겨 넣었다. 유약은 담녹청색이 짙은 비색유를 발랐으며 광택이 있다. 굽다리에는 점토가 섞인 내화토 받침을 받쳐 구운 흔적이 12개소에 나있다.
상감청자가 사실적인 문양을 바탕으로 하여 본격적으로 제작되기 시작한 12세기 후반 무렵 강진, 사당리와 부안 유천리 가마에서 제작한 뛰어난 작품이다. 동체가 파손된 것을 수리하여 그 흔적이 남아 있다.

## 같이 보기
- 청자 상감매죽학문 매병 (보물 제1168호)

## 참고 자료
- 청자 상감매죽학문 매병 - 국가유산청 국가유산포털
- 본 문서에는 서울특별시에서 지식공유 프로젝트를 통해 퍼블릭 도메인으로 공개한 저작물을 기초로 작성된 내용이 포함되어 있습니다.